# Adgnatio
L'adgnatio (letteralmente nascere vicino) è un istituto del diritto romano. Il termine sta ad indicare il rapporto di parentela tra due persone discendenti da un pater familias comune.
Il giurista romano Gaio ne dà la seguente definizione nelle sue Istituzioni: 
| G.1.156 «Sunt autem adgnati per virilis sexus persona cognatione iuncti, quasi a patre cognati, veluti frater eodem patre natus, fratis filius neposve ex eo, item patruus et patrui filius et nepos ex eo. At hi, qui per feminini sexus personas cognatione coniuguntur, non sunt adgnati, sed alias naturali iure cognati.». | Sono agnati coloro che siano congiunti da parentela in linea maschile, come da un padre comune. Così ad esempio il fratello nato dallo stesso padre, il figlio del fratello e il nipote di lui, e così ancora lo zio e il figlio e il nipote di lui. Mentre coloro che siano uniti in parentela in linea femminile non sono agnati, ma cognati, ossia legati da una parentela naturale. |

Importanti effetti erano ricollegati all'adgnatio: in particolare in caso di successione mortis causa, in mancanza di designazione testamentaria veniva chiamato a succedere il cd. adgnatus proximus, al quale spettava anche la tutela.